# CSI San Patrignano
Das CSI San Patrignano war ein internationales Springreit-Turnier in San Patrignano, Italien.
Es wurde als Turnier der Kategorie CSI 5* ausgetragen und zählte zu den größten und bekanntesten Reitturnieren Italiens. Das Turnier trug nach dem Begründer San Patrignanos den Beinamen Vincenzo Muccioli Challenge.

## Ergebnisse
Großer Preis:
- 1997:  Jos Lansink mit Bachus Z
- 1998:  Guido Dominici mit Friso
- 1999:  Alexandra Ledermann mit Rochet M
- 2000:  François Mathy Jr mit Viktor
- 2001:  Emile Hendrix mit Finesse
- 2002:  Juan Carlos García mit Albin III
- 2003:  Elad Yaniv mit Diamond Daylight
- 2004:  Vincenzo Chimirri mit Askoll Defi Platière
- 2005:  Otto Becker mit Dobel’s Cento
- 2006:  John Whitaker mit Peppermill
- 2007:  Christian Ahlmann mit Cöster
- 2008:  Harry Smolders mit Walnut de Muze
- 2009:  Toni Haßmann mit Lolita H
- 2010:  Mathijs van Asten mit VDL Groep Chester Z
- 2011:  Emanuele Gaudiano mit Chicago
- 2012:  Jeroen Dubbeldam mit Quality Time
- 2013: abgesagt[1]